# Furio Scarpellini
Furio Scarpellini (Piombino, 30 giugno 1922 – Pisa, 2 gennaio 2011) è stato un calciatore e allenatore di calcio italiano, di ruolo portiere.

## Carriera
Esordisce con il Pontedera, nel campionato di Serie C 1941-1942, e successivamente passa al Pisa. Nella primavera 1946 partecipa con il Piacenza alla Coppa Alta Italia, in prova in vista della stagione successiva, e successivamente il trasferimento viene ufficializzato. Scarpellini disputa due campionati cadetti con la squadra emiliana: il primo come riserva di Paolo Manfredini e il secondo alternandosi al collega. Dopo la retrocessione del 1948 diventa titolare per il campionato di Serie C 1948-1949, nel quale disputa tutte le 42 partite della stagione, e l'anno successivo torna a militare tra i cadetti, ingaggiato dal Fanfulla. Nella formazione bianconera gioca 14 partite del campionato 1949-1950.
Nel campionato 1950-1951 torna in terza serie con la Casertana dove rimane fino al 1954. Nella stagione 1951-1952 viene coinvolto in un tentativo di combine: contattato da Silvio Brioschi per favorire la vittoria del Foggia contro la Casertana, denuncia ai propri dirigenti la tentata corruzione.
Terminata l'attività agonistica, è stato allenatore della Pontenurese, squadra dilettantistica della Provincia di Piacenza.